# Monthelon
Monthelon é uma comuna francesa na região administrativa de Grande Leste, no departamento Marne. Estende-se por uma área de 25,7 km². Em 2010 a comuna tinha 398 habitantes (densidade: 15,5 hab./km²).